# David Card
David Card (født 1956 i Guelph i Canada) er en canadisk arbejdsmarkedsøkonom. Card er professor ved University of California, Berkeley. Han fik i 2021 Nobelprisen i økonomi sammen med Joshua Angrist og Guido Imbens for deres empiriske arbejde med naturlige eksperimenter. Card modtog alene halvdelen af prisen for sit arbejde med naturlige eksperimenter i arbejdsmarkedsøkonomi, mens Angrist og Imbens delte den anden halvdel for deres fælles arbejde med at udvikle metoden til at studere naturlige eksperimenter.

## Forskning
David Card har blandt andet undersøgt, om det det fører til en højere arbejdsløshed, hvis man hæver den lovfæstede minimumsløn. Han sammenlignede to amerikanske stater, hvor den ene havde hævet minimumslønnen, men ikke den anden. Modsat hvad økonomer hidtil havde troet, blev der ikke ansat færre, da minimumslønnen blev hævet. Denne forskning var med til at skabe en helt ny forståelse for mekanismerne på arbejdsmarkedet. Ifølge lektor Jeppe Druedahl ved Københavns Universitet er Cards, Angrists og Imbens' arbejde et eksempel på, hvordan faget økonomi de seneste 30-40 år har ændring sig i retning mod et større fokus på empirisk arbejde ved at designe undersøgelser og udvikle pålidelige metoder til at finde årsagssammenhænge. Metoderne bruges nu ikke kun indenfor økonomi, men også indenfor andre samfundsvidenskaber som sociologi og statskundskab.